# Rolf Beilschmidt
Rolf Beilschmidt (Jena, 8 agosto 1953) è un ex altista tedesco orientale.

## Biografia

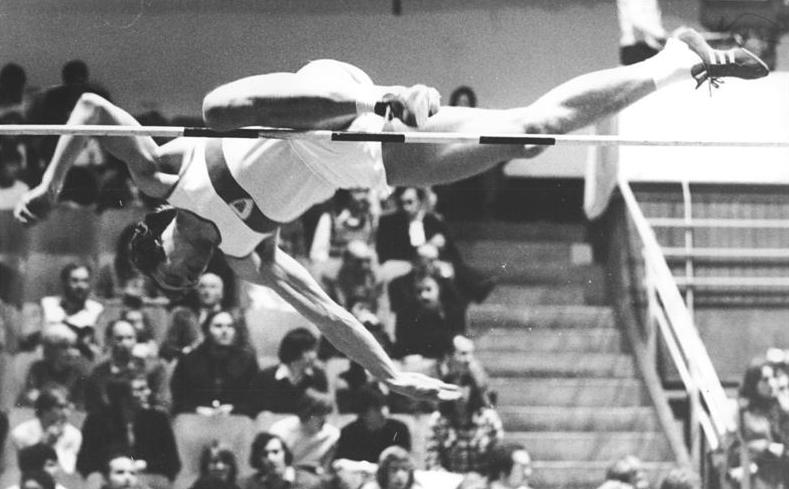
Un salto di Rolf Beilschmidt nel 1977

Fu uno degli ultimi atleti ad adottare il salto ventrale, quando ormai era stato quasi del tutto soppiantato dallo stile Fosbury.
Campione nazionale della Germania Est nel 1974, 1975, 1976, 1977, 1978, 1979 e 1981, in carriera vinse due medaglie d'argento  ai campionati europei indoor e una di bronzo agli europei assoluti di Praga 1978. La sua annata migliore fu il 1977, quando conquistò il primo posto sia in Coppa Europa che in Coppa del mondo, rispettivamente con le misure di 2,31 m (primato personale) e 2,30 m.

## Palmarès
| Anno | Manifestazione     | Sede              | Evento        | Risultato | Prestazione | Note  |
| ---- | ------------------ | ----------------- | ------------- | --------- | ----------- | ----- |
| 1975 | Europei indoor     | Katowice          | Salto in alto | 6º        | 2,19 m      | [ 2 ] |
| 1976 | Europei indoor     | Monaco di Baviera | Salto in alto | 6º        | 2,16 m      | [ 3 ] |
| 1976 | Giochi olimpici    | Montréal          | Salto in alto | 7º        | 2,18 m      | [ 4 ] |
| 1977 | Europei indoor     | San Sebastián     | Salto in alto | Argento   | 2,22 m      |       |
| 1978 | Europei indoor     | Milano            | Salto in alto | Argento   | 2,29 m      |       |
| 1978 | Campionati europei | Praga             | Salto in alto | Bronzo    | 2,28 m      |       |
| 1979 | Universiadi        | Città del Messico | Salto in alto | Argento   | 2,28 m      |       |

## Altre competizioni internazionali
1975
- Coppa Europa di atletica leggera ( Nizza)
- Bronzo nella Coppa Europa ( Nizza), salto in alto - 2,20 m

1977
- Coppa Europa di atletica leggera ( Helsinki)
- Oro nella Coppa Europa ( Helsinki), salto in alto - 2,31 m
- Oro nella Coppa del mondo ( Düsseldorf), salto in alto - 2,30 m

1979
- Coppa Europa di atletica leggera ( Torino)
- Argento nella Coppa Europa ( Torino), salto in alto - 2,30 m